# Свято-Покровская церковь (Бастеновичи)
Свя́то-Покро́вская церковь (бел. Свята-Пакроўская царква) — деревянный православный храм в агрогородке Бастеновичи Мстиславского района Могилевской области, находящийся в центре деревни.

## История
Впервые упоминается в XVII веке как Свято-Успенская церковь, точной даты основания не сохранилось. Известно, что ранее в деревне существовал большой униатский приход.
В 1890 году началось строительство православного храма, которое закончилось в 1904 году. Церковь, возведенная без гвоздей, имела черты неоклассицизма и псевдорусского стиля, а в интерьере хранились старинные греко-католические алтари и много другой утвари различных эпох.
Храм действовал до установления советской власти, после использовался по различным назначениям. В 1960-е годы на церкве разобрали купол и превратили строение в склад.
В 1990 году Мстиславский райисполком вернул храм прихожанам, после чего его слегка отремонтировали. Но действовал он после этого только 3-4 года: священника для этого места не нашли. Церковь вновь закрыли, и здание начало приходить в упадок. Особенно потерпели купала, которые прогнили и провалились внутрь.
В 2007 году здание церкви занесли в Государственный список историко-культурных ценностей Республики Беларусь как объект историко-культурного наследия регионального значения. В 2010 году началась реставрация храма, в ходе которой был установлен новый купол, сделан пол, приобретены иконы. 17 ноября 2013 года произошло освещение церкви в честь Покрова Пресвятой Богородицы, на котором присутствовали епископ Могилевский и Мстиславский Софроний и духовенство. Настоятелем прихода был назначен иерей Анатолий Славников.

## Архитектура

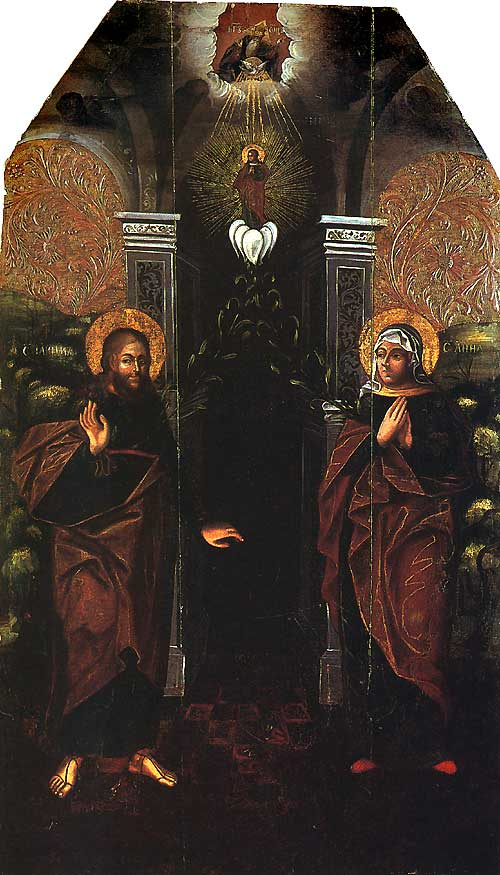
«Целование Иоакима и Анны»

Памятник деревянного зодчества с чертами неоклассицизма. Здание решено канонической сложной четырехчастной композицией, многозрубной. К квадратному в плане основного сруба (двухъярусному молитвенному залу) прилегают на взаимно перпендикулярных осях пятигранная апсида с боковыми ризницами, поперечный прямоугольный в плане сруб притвора и бабинец. Разнообразные крыши образуют сложный силуэт здания. Все объемы одинаковой высоты, накрыты общей многоскатной крышей. Выделяется формой двускатная крыша над бабинцом, вильчак которого перпендикулярен вильчаку основного. Торцы притвора с щитовыми завершениями. Стены обшиты горизонтально, вертикальной шалевкой выделена цокольная часть. Фасады прорезаны прямоугольными оконными проемами и отделаны резными наличниками, имитирующими формы каменной архитектуры: руст, замковый камень, профили и др. Три входа были оформлены двускатными навесами. Интерьер многозальный, потолок плоский, подшивной.

### Иконы

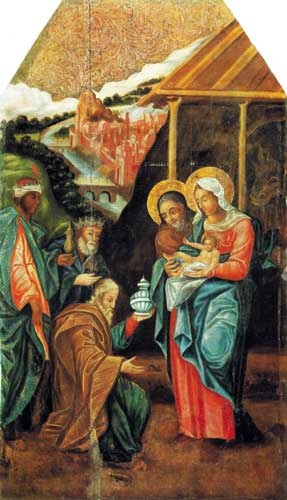
«Поклонение волхвов»

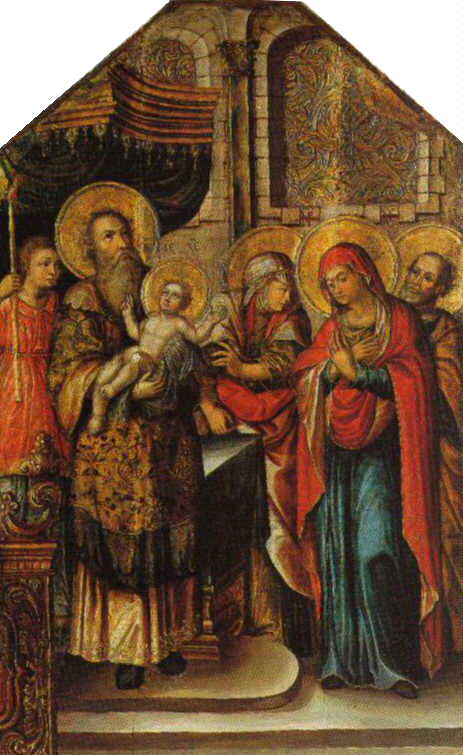
«Встреча»

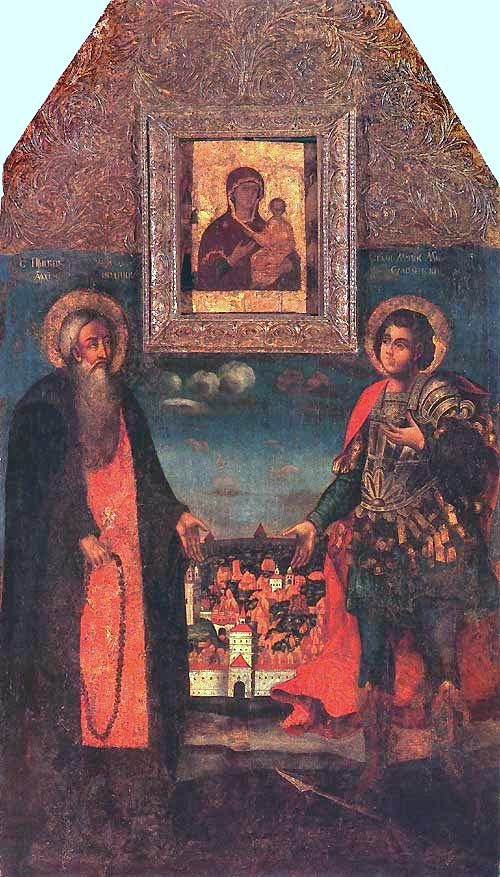
«Авраамий и Меркурий Смоленские»

Из бывшей Успенской церкви в Бастеновичах происходят шесть икон XVII—XVIII веков, выполненных на досках: «Богоматерь Одигитрия» (1640), «Христос Вседержитель» (1640), «целование Иоакима и Анны» (1723-1728), «Поклонение волхвов» (1723-1728), «Авраамий и Меркурий Смоленские» (1723-1728), «Встреча» (1731). Они были обнаружены в 1920-х годах и после проведенной реставрации находятся в фондах Национального художественного музея Беларуси, кроме иконы «Встреча», хранящегося в Минском кафедральном соборе.
В иконах «Авраамий и Меркурий Смоленские», «Целование Иоакима и Анны» и «Поклонение волхвов» идентичны основы, грунты, пигменты и пропорции досок. Также они близки по композиции, манере письма и технике исполнения орнаментов, что дает основание считать все три памятника работой одного мастера. Датирование этих икон основывается на сопоставлении архитектурного ансамбля, отраженного на одной из них, с видом Смоленска 1710-1721 годов на иконе в Смоленском Успенском соборе «Преподобный Авраамий и Святой Меркурий — Смоленские чудотворцы». Например, на иконы из Бастеновичей отсутствует Городецкая башня, взорванная в 1722 году по неосторожности канонира. Днепровская башня отражена до ее первой реконструкции в 1728 году. Таким образом, архитектурный вид города и сама икона можно отнести ко времени после 1722 и до 1728 года.
Икона «Встреча», известная еще по публикациям 1926 года, которая до начала Второй мировой войны хранилась в Государственной картинной галерее БССР, является типичным примером искусства Могилевщины 1720-30 годов. В нем продолжены поиски иконописца в передаче человеческих чувств и настроения. С большим мастерством переданы характеры и типы персонажей, что особенно четко отражено в образе Святой Анны, которая повернулась к Деве Марии.
В произведениях мастера из Бастеновичей традиции белорусской живописи XVI века сочетаются с достижениями искусства XVIII века. В старые композиционные схемы, почерпнутые из древнерусского и западноевропейского ренессансного искусства, он вкладывает новое содержание, более присущее светской живописи, чем иконописи, при этом украшая фон лепным орнаментом барочного характера, встречающимся в белорусской живописи XV—XVI веков.